# T-14 (戦車)
T-14（テー・チェティールナッツァチ、オブイェークト148、ロシア語: Т-14 Объект 148）とは、ロシアの戦車である。
ロシア連邦軍（以下ロシア軍）の次世代装甲戦闘車両シリーズ、「アルマータ」(Армата)共通戦闘プラットフォームを構成する車輛のひとつで、第4世代主力戦車に相当する（ただし、第4世代主力戦車の定義はまだ正確には定まっていない。「第5世代主力戦車」とすることもある等諸説あり）。無人砲塔を採用し、乗員の生存性や市街戦を考慮した構造となっている。
2015年モスクワ戦勝記念日パレードにおいて初めて公開された。近い将来遠隔操作が可能になるとされている。2024年時点でもT-14はロシア国防省からの発注は無いままである。
なお、「アルマータ」とは前述のようにT-14をはじめとする装甲戦闘車両シリーズの総称なので、T-14自体を指す名称が「アルマータ」というわけではない点には注意が必要である。

## 開発の経緯

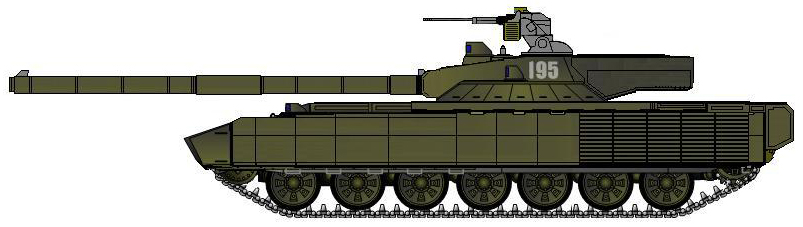
T-95。T-14の最大の特徴ともいえる無人砲塔はT-95ですでに採用されていた。

ソ連時代から続くロシアの現用主力戦車といえばT-64/T-72/T-80及びT-72の改良発展型であるT-90だが、これらの戦車は西側の第3世代主力戦車に対してやや見劣りした。2008年のグルジア戦争を機に予備保管となったT-64はともかく、1980～1990年代から（後述のチョールヌィイ・オリョールなど）T-72やT-80の近代化計画は存在したものの、ソビエト連邦の崩壊のあおりや予算不足によりこれらの計画は頓挫するか、近代化が施されても少数の戦車にとどまった。だが2000年代にウラジーミル・プーチンがロシア大統領に就任すると国防予算も増加傾向に転じたため、2004年には（実質的にT-72の近代化版である）T-90の中でもさらなる発展型であるT-90Aの配備が可能となった。
これと並行してロシアではソ連末期から「西側の第3世代主力戦車にも対抗可能な新型戦車」として次世代主力戦車の開発が進められていた。T-80UM2「チョールヌイ・オリョール」とT-95（オブイェークト195）である。のちにチョールヌイ・オリョールは2000年に製造メーカーのオムスク輸送機械が倒産したことから開発が中止され、次世代主力戦車はT-95に一本化されることとなる。T-95は135mmまたは152mm滑腔砲を搭載した無人砲塔を採用し、乗員は車体前部の装甲カプセルに乗せ、自動装填装置はロシア戦車では比較的採用事例が多かったものの、誘爆の危険性が高かったカセトカ式を改めるなど、生残性を重視した設計となっていた。2000年代末の時点でロシア軍はT-90Aを配備しつつ、T-95の実用化を急ぎ、T-72やT-80の近代化は行わない方針をとっていたが、2010年、T-95は「冷戦時の計画に基づくT-95はコンセプトが古い」「費用対効果が低い」などの理由で開発中止となってしまった。また2011年、T-90Aも所詮は「（湾岸戦争で惨敗した）T-72の17番目の改良型」であり、世界の水準に達していないとして新規の生産・配備の中止が決定、5年間は戦車の新規調達を行わず、当面は圧倒的に配備数の多いT-72の近代化改修により戦力の底上げを図る方針となった（2017年現在、既存のT-72Bを順次最新型のT-72B3及びT-72B4に改良している）。
しかし同時に、2015年をめどに新型戦車の調達を開始するという方針も打ち出され、翌2012年にロシア軍装甲車輛体系の近代化計画が発表された。この計画は複雑化していた（ロシア軍で装甲戦闘車輛の調達・運用を担当する国防省装甲車輛総局(GABTU)の管轄だけで20車種55タイプの装甲車輛が存在した）ロシア軍の装甲戦闘車輛を4つの共通車体によるファミリー化で整理するという計画である。その4つの共通車体とは、
- 軽量級プラットフォーム「タイフーン」（装甲兵員輸送車・MRAPなど）
- 装輪式軽型プラットフォーム「ブーメランク」（装甲兵員輸送車など）
- 装軌式中型プラットフォーム「クルガーニェツ-25」（歩兵戦闘車など）
- 装軌式重型プラットフォーム「アルマータ」（戦車・自走砲・歩兵戦闘車など）

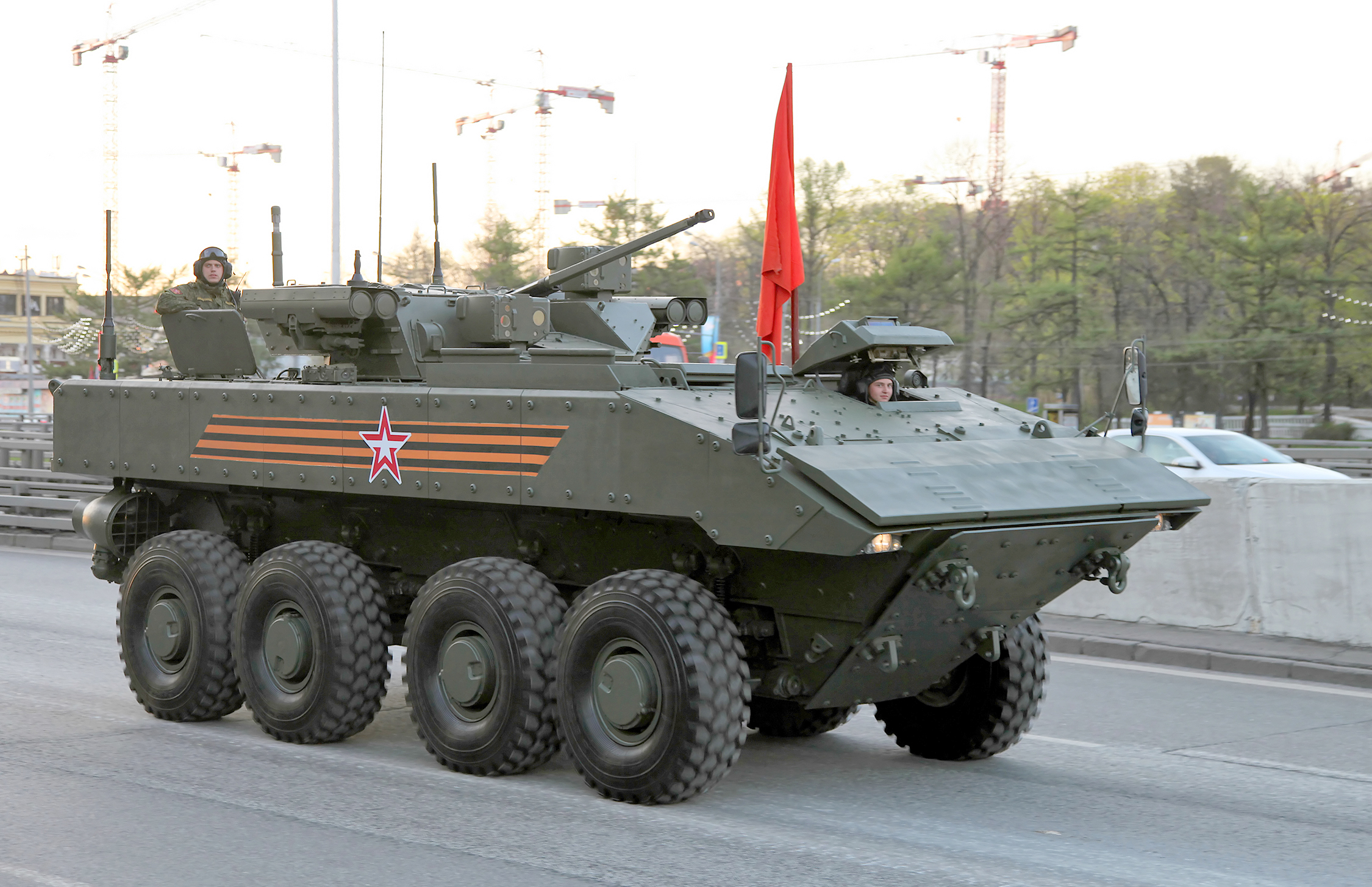
ブーメランク （装甲兵員輸送車型）
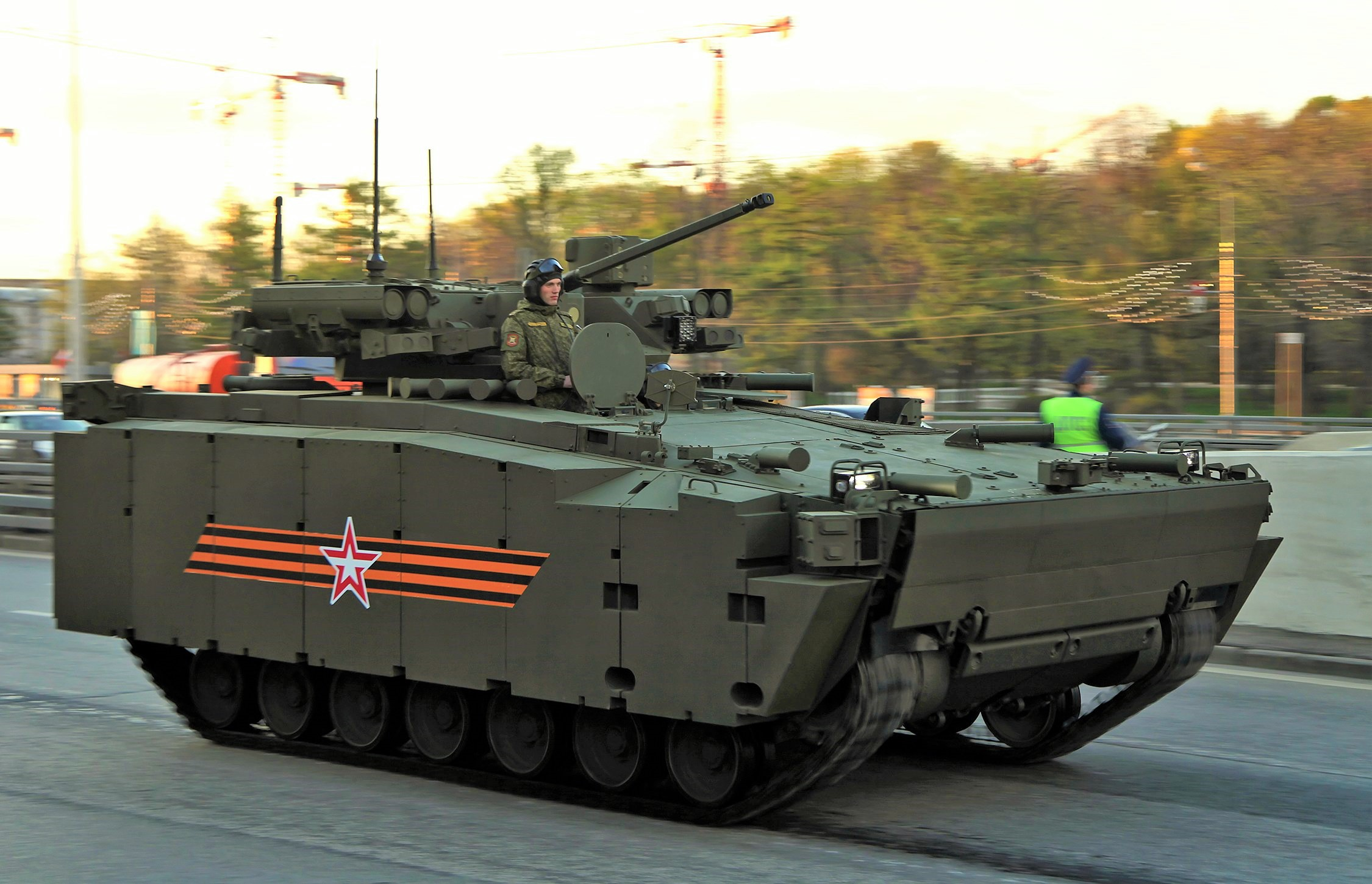
クルガーニェツ-25 （歩兵戦闘車型）
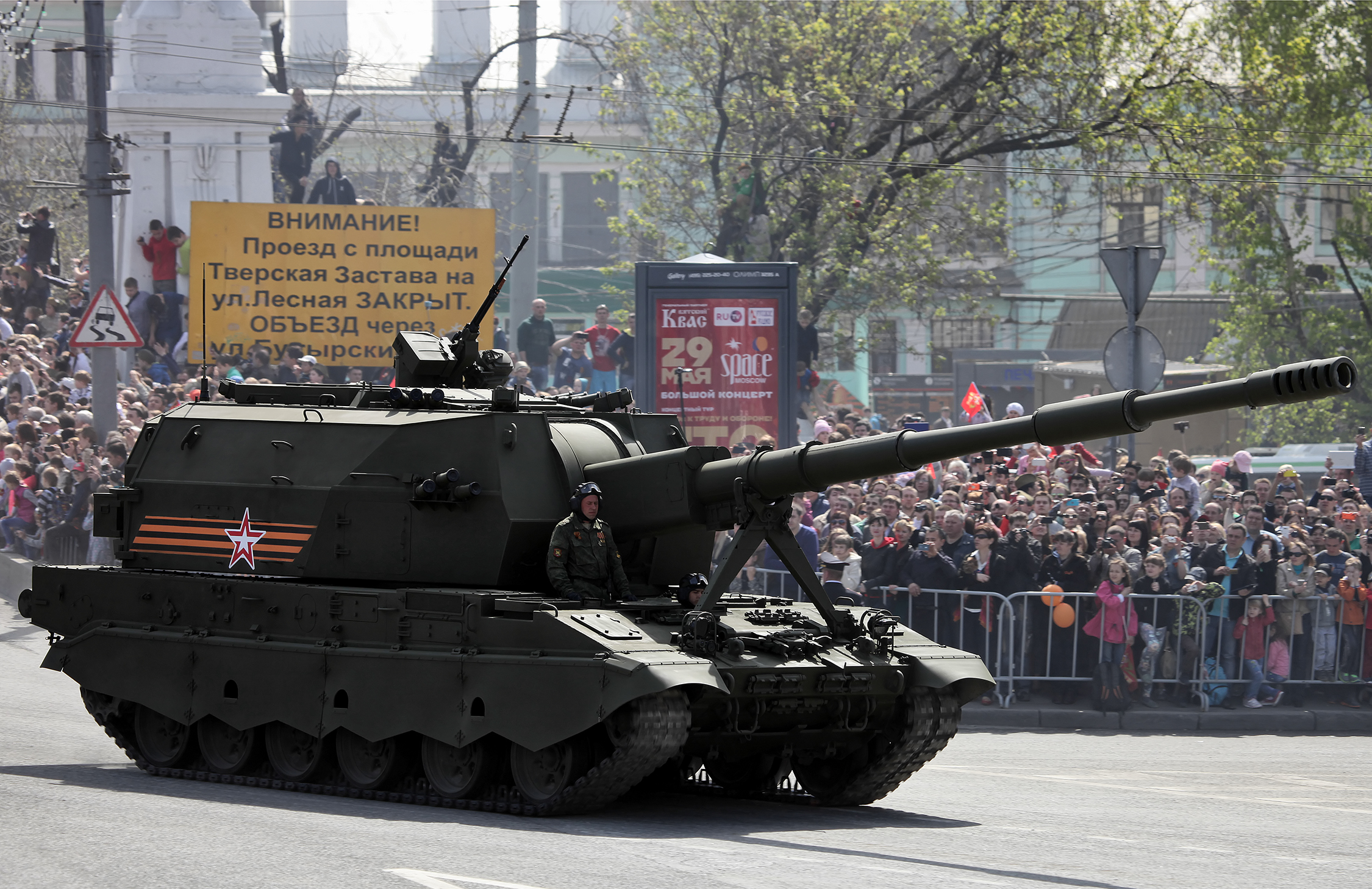
アルマータ （自走砲型2S35）
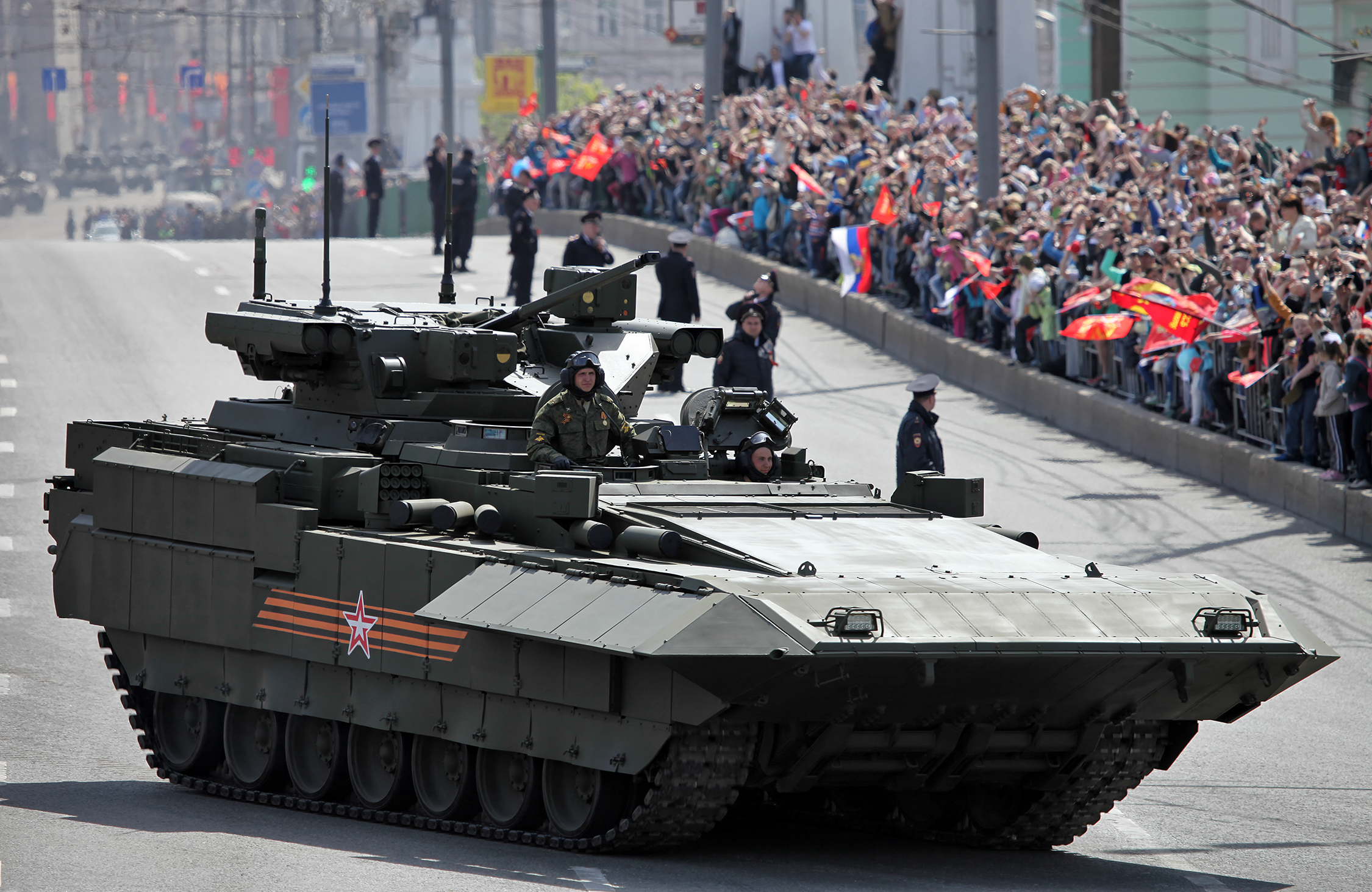
アルマータ （歩兵戦闘車型T-15）

であり、T-14はこのうち、「アルマータ」の車体を利用して製作された主力戦車である。開発には5年を要した。
2021年11月26日、ロシア国防省はT-14先行量産車20両を2021年末まで受領予定であることを発表
2022年11月、プーチン大統領は国防産業の限られたリソースを特別軍事作戦遂行に必要な装備や物資の調達に集中させるため、T-14アルマータ開発計画を含む「国家兵器開発プログラム（Российская государственная программа развития вооружений＝ГПВ）（SAP）」の事実上の中止を指示した。

## 構造

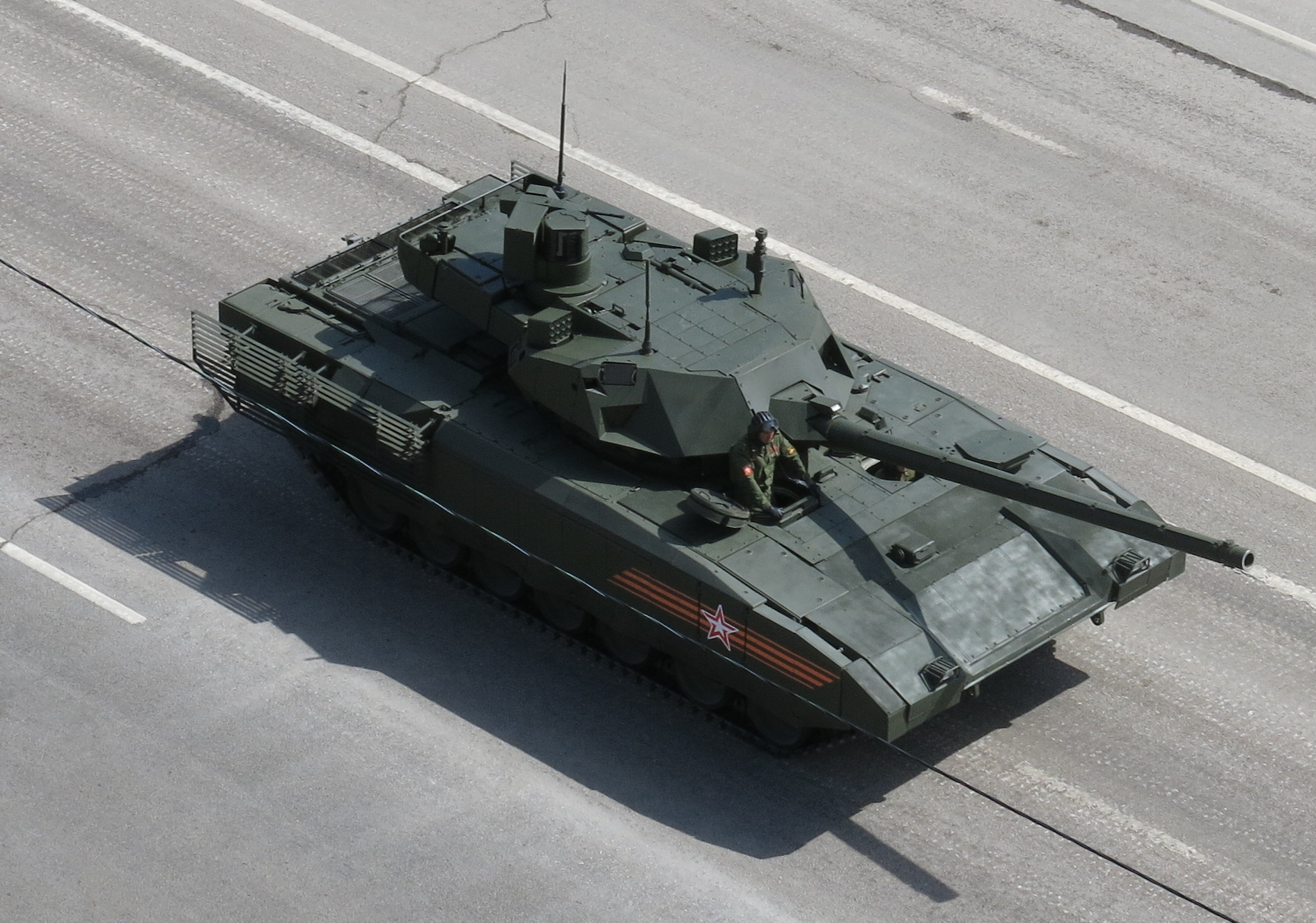
T-14は無人砲塔を採用し、3名からなる乗員は全員車体に搭乗する。砲塔にハッチが見られないことに注目。

T-14の最大の特徴として、無人砲塔を採用し3名からなる乗員は全員車体に搭乗していることがあげられる。これはT-14が最初というわけではなく、T-95やアメリカもMCS（車載戦闘システム）で無人砲塔の導入を検討していたが、両車とも開発中止になっている。
従来の戦車では戦車長は砲塔の上からおもに肉眼や聴覚により周囲を索敵していたが、T-14ではこれができないので、テレビジョンや赤外線暗視システム等をはじめとする電子光学的手段で周囲を索敵することになる。しかし果たして戦車長が「五感」無しに周囲の状況を把握しきれるのかなど、実戦に投入しなければ分からない部分もある。

### 武装
T-14の主砲は、かつてのソビエト/ロシア戦車が採用していた125mm滑腔砲2A46に代わり、125mm滑腔砲2A82-1Mが採用された。これは排煙器（エバキュエーター）がないこと（T-14は無人砲塔なので発射ガスの砲塔内への逆流を考慮する必要がない）、発射速度が10 - 12発/分と高いこと、有効射程8kmであることが特徴である。公式発表によれば戦車サイズの目標捕捉距離は光学照準器を使った昼間で5km以上、熱画像装置を使った夜間で3.5kmほどとされる。砲手用光学照準器は倍率4倍と12倍の切り替えが可能で、
レーザー測距儀の有効射程は7.5kmとされる。これらのシステムは重複して搭載され、その他に乗員の車外視察用に360度旋回の高解像度カメラが用意されている。
2A82-1Mの主砲弾として開発された「ヴァキューム1」装弾筒付翼安定徹甲弾(APFSDS)は90cm長の貫徹体からなり、射程2,000mからRHA換算で100cm相当の貫徹力を有する。
また、砲塔内には45発のすぐに使用可能な弾薬を搭載できるという。
また爆発モード切り替えが可能な「テリンク」榴弾が用意されている。主砲発射型対戦車ミサイルとして2A82-1M専用に開発された3UBK21「スプリンター」は対空目標にも使用が可能である。砲弾搭載総数は45発で、うち32発を自動装填装置に格納する。
T-14の副武装として12.7mmKord(6P49)重機関銃（パレードの際には搭載されていない）と7.62mmPKTM(6P7К)機関銃があり、弾数はそれぞれ300発と1,000発が装填される。これらは2つとも遠隔操作により使用される。また再装填用に（おそらく7.62mm）銃弾が1,000発搭載される。12.7mm機関銃は砲塔上に装備され、砲塔前面にもおそらく 7.62mm機関銃を積載するためと思われるスリットがある。

### 機動性
T-14はディーゼルエンジンであるChTZ 12Н360 (A-85-3A)を使用しており、1,200馬力での走行時間は10,000時間である。
T-14は12段階の出力を出す事が可能な自動変速機を使用している。最高速度は時速80kmから90kmで、行動可能距離は500kmである。

### 防御力
直接防御力
T-14はSTANAG 4569レベル5相当の防護力を有する。また、車体正面に装甲カプセルを持ち、この中に全乗員が搭乗する。
装甲カプセルのアイデアは、以前に計画されたT-95戦車から考案されていた。これは鋼板・セラミック・合成材料でできた複合装甲である。このうち鋼板は『44S-SV-SH』と呼ばれるものが使われており、必要な防御力を損なう事なく15%の軽量化に成功している。また、車体の側面前部には爆発反応装甲、側面後部にはケージ装甲を装備し、対戦車ミサイルなどの成形炸薬弾に対する防御を図っている(ただしケージ装甲はHEAT弾の炸裂を防ぐものであるため徹甲弾などに対しては殆ど意味がない。）
間接防御力
上述したように、車体前部の装甲カプセルのみに全乗員が搭乗することで弾薬誘爆時の乗員の生存性を高めている。
また、砲塔に「アフガニト」と呼ばれるこれはハードキル型(物理的に迎撃する)のアクティブ防護システムを装備しており、砲塔側面下部に固定式の発射機がある。これは15～20mの距離で対戦車擲弾の他、1,700m/s以内であればAPFSDSも迎撃可能である。将来的にはZaslonアクティブ防護システムを装備する予定である。これにより迎撃可能速度は2,500~3,000m/sまで増えるという（ただしZaslonには徹甲弾を迎撃する能力はない）。
これとは別に、砲塔上部左右にNIIスターリ社製のソフトキル型（攻撃を撹乱する）のアクティブ防護システムを持ち、こちらは煙幕を展開する。

### 通信およびセンサー
電子機器は全て、摂氏-40℃から104℃の環境に耐えるよう設計されている。

また、T-14には将来的にAESAレーダーを搭載し、多目的な車両として運用される予定である。このレーダーは半径100km以内の、40個の移動目標・25個の空中目標を検出可能であるという。

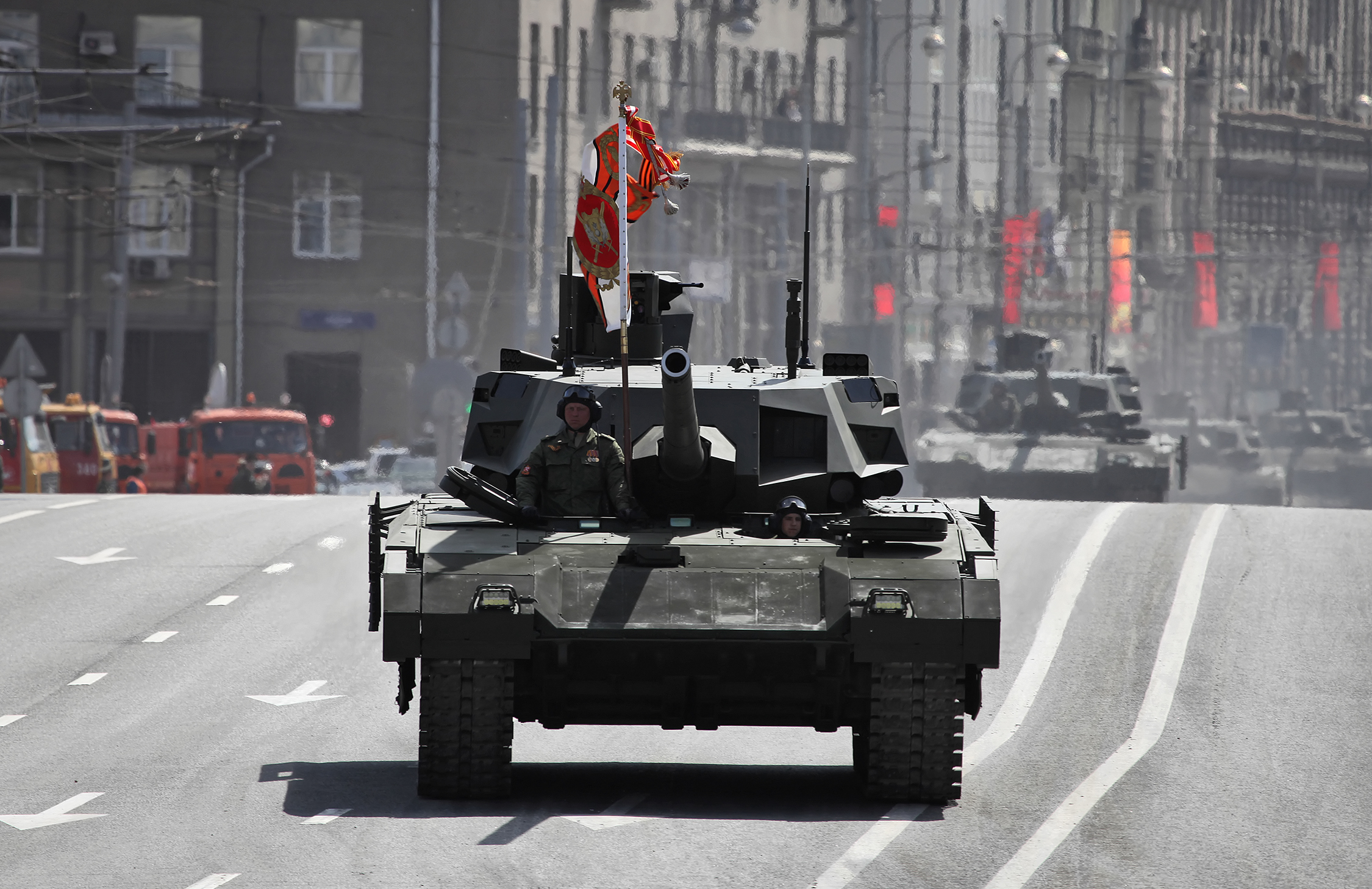
前面
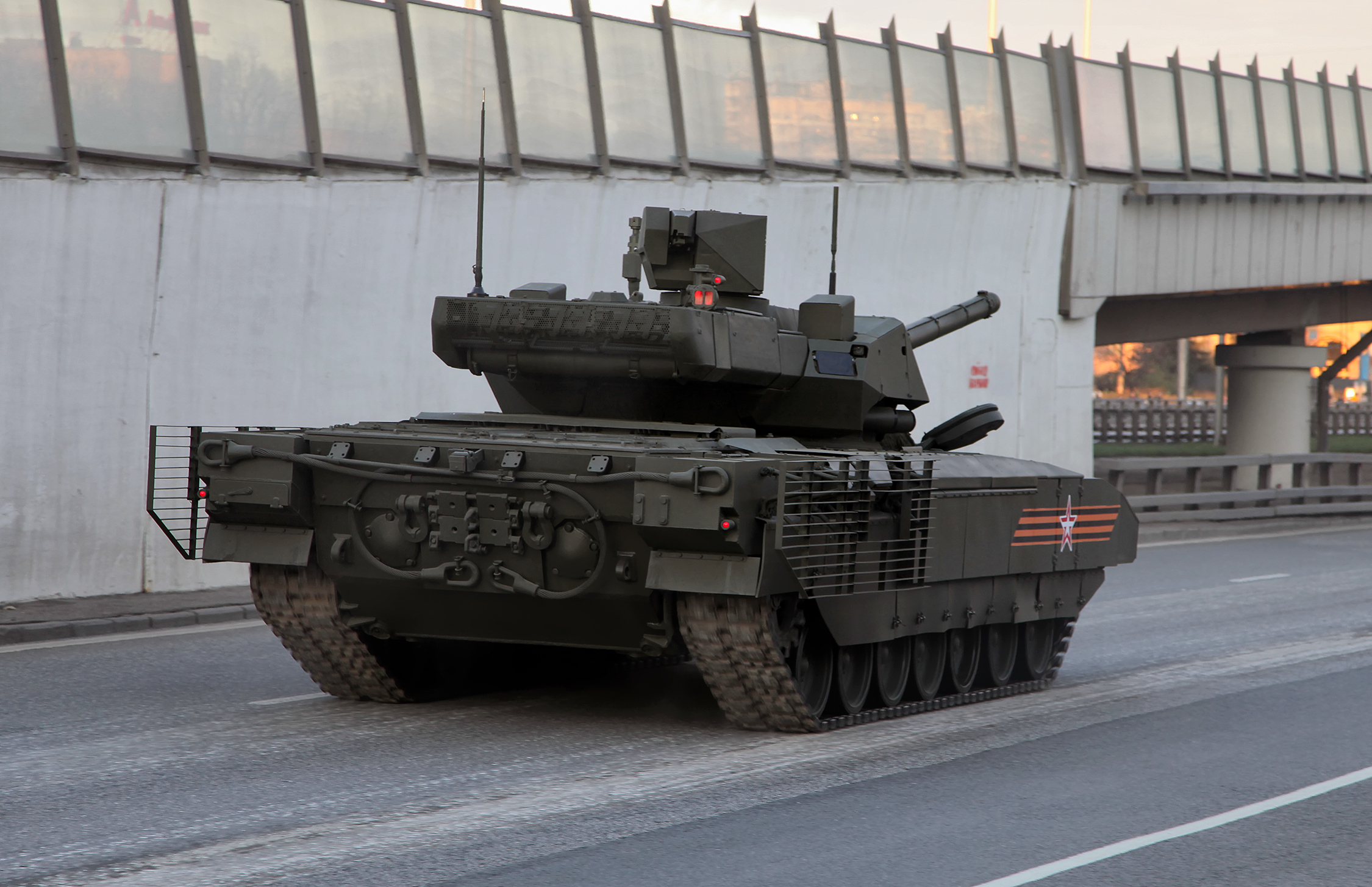
斜め後ろ。車体前面のハッチは戦車長用のものである。
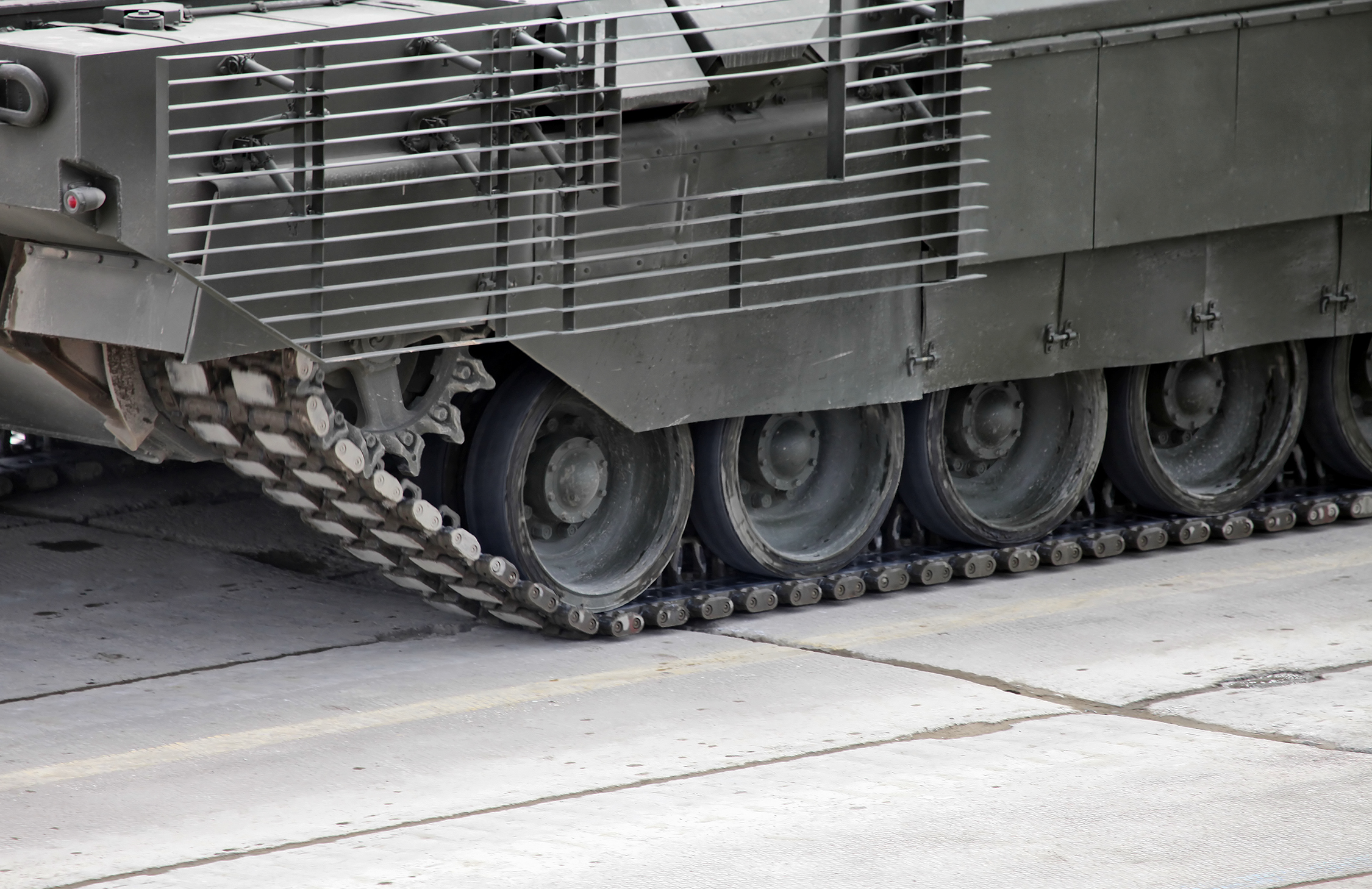
排気口のアップ
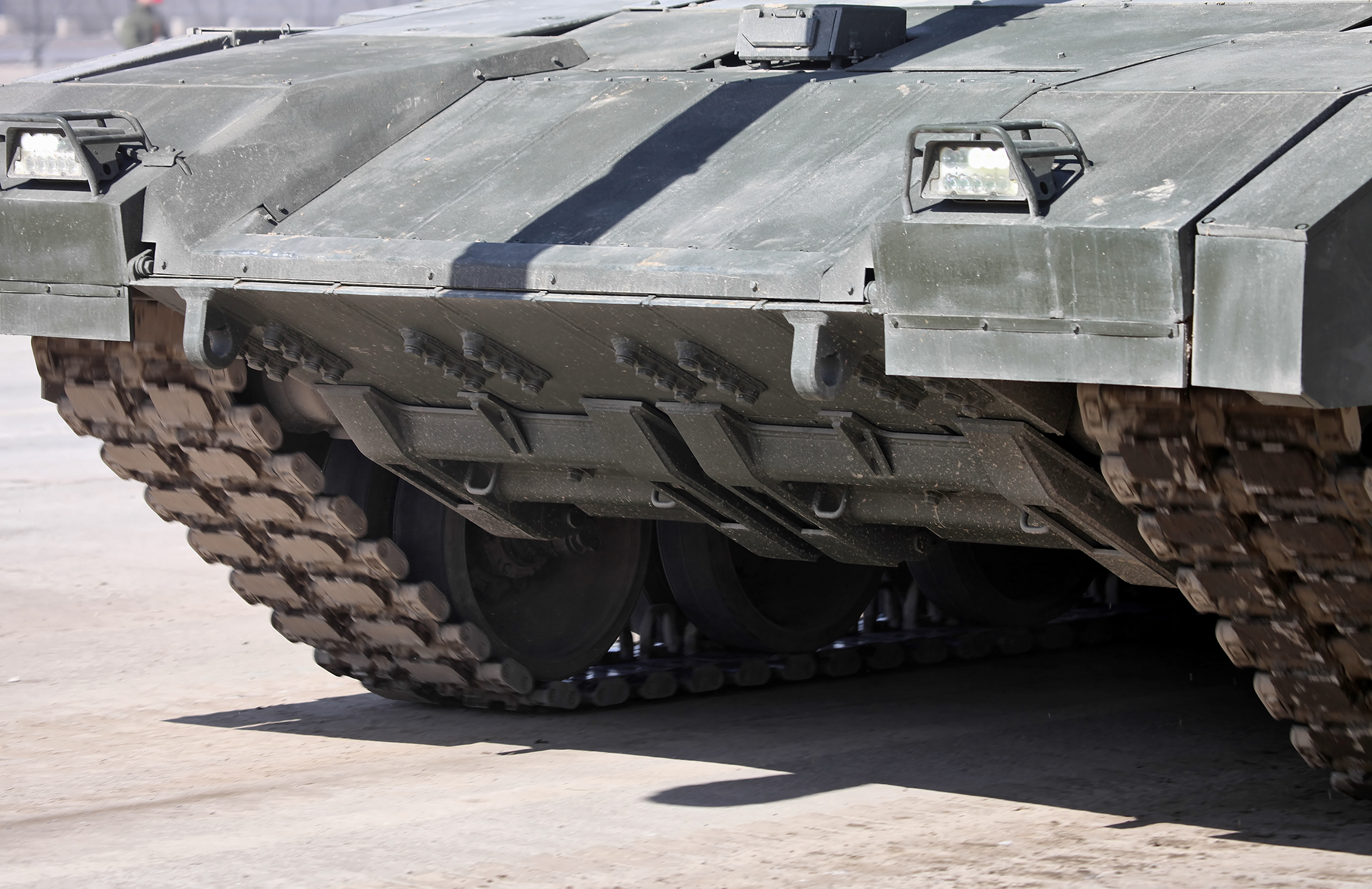
車体前面のドーザー・地雷ローラー取り付け部
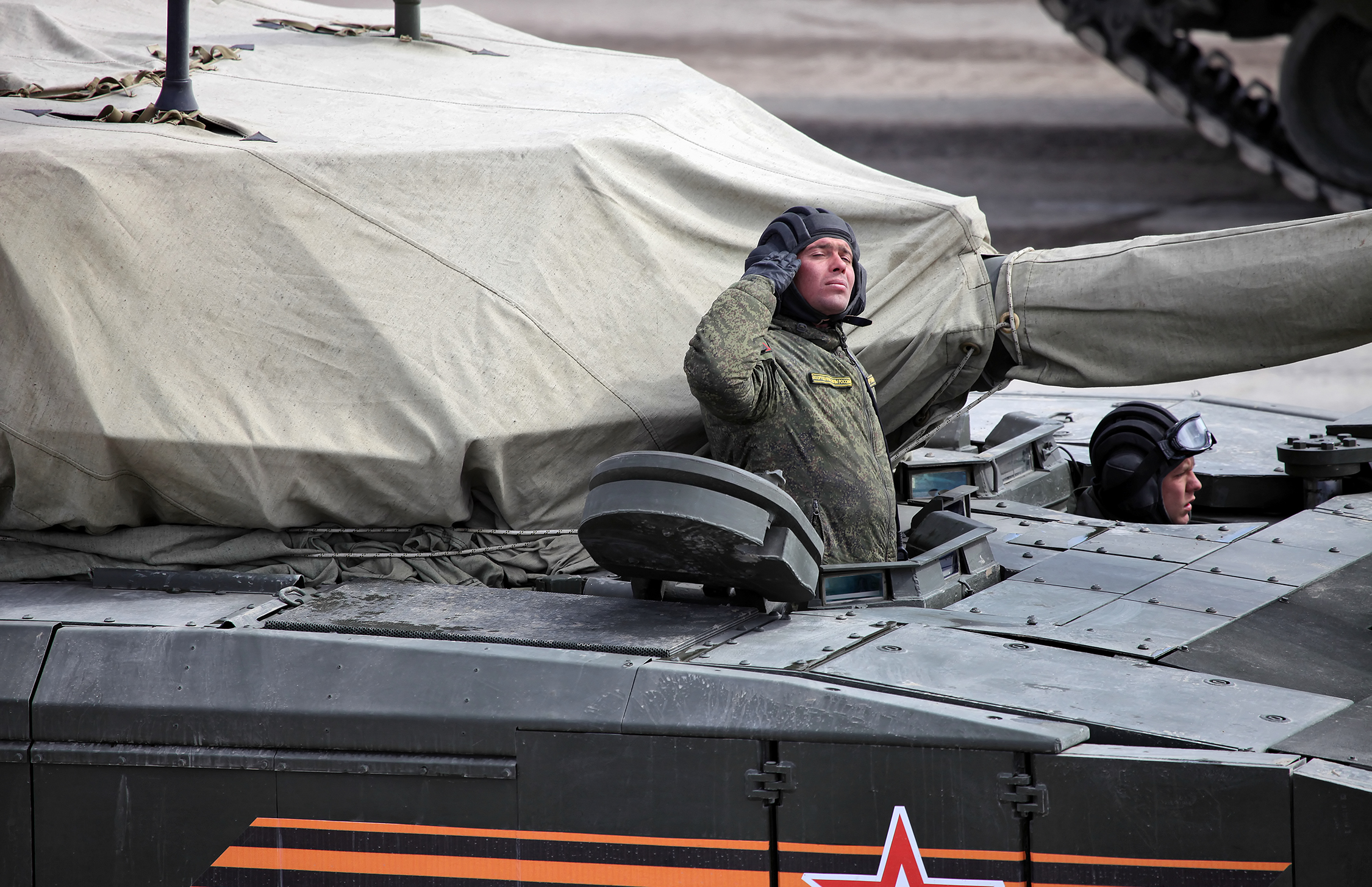
操縦手（奥の人物）用にリクライニングシートと、操縦手用ハッチの後ろに潜望鏡が用意されている
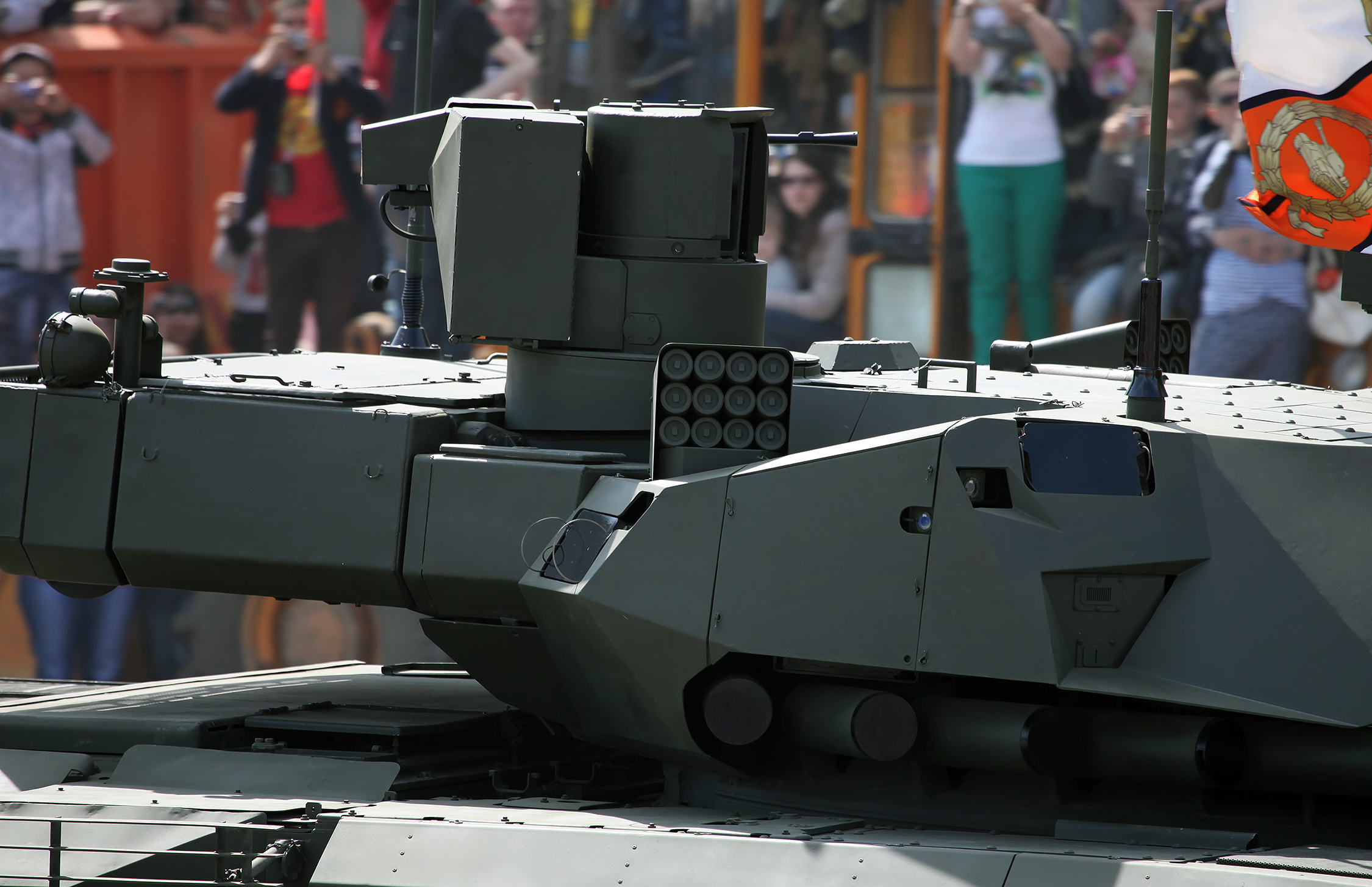
砲塔にある機関銃プラットフォームと戦車長用センサーのアップ。

## 比較
|          | T-14                                      | T-90                                      | T-80U                                                       | T-80                               |
| -------- | ----------------------------------------- | ----------------------------------------- | ----------------------------------------------------------- | ---------------------------------- |
| 画像     |                                           |                                           |                                                             |                                    |
| 世代     | 第3.5世代                                 | 第3世代                                   | 第3世代                                                     | 第3世代                            |
| 全長     | 10.8 m                                    | 9.53 m                                    | 9.55 m                                                      | 9.55 m                             |
| 全幅     | 3.5 m                                     | 3.78 m                                    | 3.6 m                                                       | 3.6 m                              |
| 全高     | 3.3 m                                     | 2.23 m                                    | 2.2 m                                                       | 2.2 m                              |
| 重量     | 55 t                                      | 46.5 t                                    | 46 t                                                        | 42.5 t                             |
| 主砲     | 2A82-1M 125mm滑腔砲                       | 2A46M/2A46M-5 51口径125mm滑腔砲           | 2A46M-1/2A46M-4 51口径125mm滑腔砲                           | 2A46M-1/2A46M-4 51口径125mm滑腔砲  |
| 装甲     | 複合+爆発反応+ケージ （外装式モジュール） | 複合+爆発反応+ケージ （外装式モジュール） | 複合+爆発反応 （外装式モジュール）                          | 複合+爆発反応 （外装式モジュール） |
| エンジン | 液冷4ストローク X型12気筒ディーゼル       | 液冷4ストローク V型12気筒ディーゼル       | ガスタービン or 液冷2ストローク 対向ピストン6気筒ディーゼル | ガスタービン                       |
| 最大出力 | 1,350 - 2,000 hp                          | 840 - 1,130 hp                            | 1,000 - 1,250 hp                                            | 1,000 - 1,250 hp                   |
| 最高速度 | 80 – 90 km/h                              | 65 km/h                                   | 70 km/h                                                     | 70 km/h                            |
| 懸架方式 | 不明                                      | トーションバー                            | トーションバー                                              | トーションバー                     |
| 乗員数   | 3名                                       | 3名                                       | 3名                                                         | 3名                                |
| 装填方式 | 自動                                      | 自動                                      | 自動                                                        | 自動                               |

|          | T-72                                | T-64                                                       | T-62                                | T-55                                | T-54                                |
| -------- | ----------------------------------- | ---------------------------------------------------------- | ----------------------------------- | ----------------------------------- | ----------------------------------- |
| 画像     |                                     |                                                            |                                     |                                     |                                     |
| 世代     | 第2.5世代 （B型以降第3世代）        | 第2.5世代                                                  | 第2世代                             | 第1世代                             | 第1世代                             |
| 全長     | 9.53 m                              | 9.2 m                                                      | 9.3 m                               | 9.2 m                               | 9 m                                 |
| 全幅     | 3.59 m                              | 3.4 m                                                      | 3.52 m                              | 3.27 m                              | 3.27 m                              |
| 全高     | 2.19 m                              | 2.2 m                                                      | 2.4 m                               | 2.35 m                              | 2.4 m                               |
| 重量     | 41.5 t                              | 36～42 t                                                   | 41.5 t                              | 36 t                                | 35.5 t                              |
| 主砲     | 2A46M/2A46M-5 51口径125mm滑腔砲     | 2A21 55口径115mm滑腔砲 2A46M 51口径125mm滑腔砲 （A型以降） | U-5TS（2A20） 55口径115mm滑腔砲     | D-10T 56口径100mmライフル砲         | D-10T 56口径100mmライフル砲         |
| 装甲     | 複合 （B型以降爆発反応装甲追加）    | 通常                                                       | 通常                                | 通常                                | 通常                                |
| エンジン | 液冷4ストローク V型12気筒ディーゼル | 液冷2ストローク 対向ピストン5気筒ディーゼル                | 液冷4ストローク V型12気筒ディーゼル | 液冷4ストローク V型12気筒ディーゼル | 液冷4ストローク V型12気筒ディーゼル |
| 最大出力 | 780 - 1,130 hp/2,000 rpm            | 700 hp/2,000 rpm                                           | 580 hp/2,000 rpm                    | 580 hp/2,000 rpm                    | 520 hp/2,000 rpm                    |
| 最高速度 | 60 km/h                             | 65 km/h                                                    | 50 km/h                             | 50 km/h                             | 50 km/h                             |
| 懸架方式 | トーションバー                      | トーションバー                                             | トーションバー                      | トーションバー                      | トーションバー                      |
| 乗員数   | 3名                                 | 3名                                                        | 4名                                 | 4名                                 | 4名                                 |
| 装填方式 | 自動                                | 自動                                                       | 手動                                | 手動                                | 手動                                |

|          | ルクレール                        | チャレンジャー2                   | メルカバ Mk 4                                       | 99A式                              |
| -------- | --------------------------------- | --------------------------------- | --------------------------------------------------- | ---------------------------------- |
| 画像     |                                   |                                   |                                                     |                                    |
| 開発形態 | 新規                              | 改修                              | 改修                                                | 改修                               |
| 全長     | 9.87 m                            | 11.55 m                           | 9.04 m                                              | 11 m（推定）                       |
| 全幅     | 3.71 m                            | 3.53 m                            | 3.72 m                                              | 3.70 m（推定）                     |
| 全高     | 2.92 m                            | 3.04 m                            | 2.66 m                                              | 2.35 m（推定）                     |
| 重量     | 約56.5 t                          | 約62.5 t                          | 約65 t                                              | 約55 t（推定）                     |
| 主砲     | 52口径120mm滑腔砲                 | 55口径120mmライフル砲             | 44口径120mm滑腔砲                                   | 50口径125mm滑腔砲                  |
| 副武装   | 12.7mm重機関銃×1 7.62mm機関銃×1   | 7.62mm機関銃×1 7.62mm機関銃×1     | 12.7mm重機関銃×1 7.62mm機銃×2 60mm迫撃砲×1          | 12.7mm重機関銃×1 7.62mm機関銃×1    |
| 装甲     | 複合                              | 複合+爆発反応+増加                | 複合+増加 （外装式モジュール）                      | 複合+爆発反応 （外装式モジュール） |
| エンジン | V型8気筒ディーゼル + ガスタービン | 水冷4サイクル V型12気筒ディーゼル | 液冷4サイクルV型12気筒 ターボチャージド・ディーゼル | 水冷4サイクル V型12気筒ディーゼル  |
| 最大出力 | 1,500 hp/2,500 rpm                | 1,200 hp/2,300 rpm                | 1,500 hp                                            | 1,500 hp/2,450 rpm                 |
| 最高速度 | 72 km/h                           | 59 km/h                           | 64 km/h                                             | 80 km/h                            |
| 乗員数   | 3名                               | 4名                               | 4名                                                 | 3名                                |
| 装填方式 | 自動                              | 手動                              | 手動                                                | 自動                               |
| C4I      | SIT                               | BGBMS                             | BMS                                                 | 搭載（名称不明）                   |

|          | 10式                             | K2                                                  | T-14                                      | M1A2 SEPV2                            | レオパルト2A7                                       |
| -------- | -------------------------------- | --------------------------------------------------- | ----------------------------------------- | ------------------------------------- | --------------------------------------------------- |
| 画像     |                                  |                                                     |                                           |                                       |                                                     |
| 開発形態 | 新規                             | 新規                                                | 新規                                      | 改修                                  | 改修                                                |
| 全長     | 9.42 m                           | 10.8 m                                              | 10.8 m                                    | 9.83 m                                | 10.93 m                                             |
| 全幅     | 3.24 m                           | 3.60 m                                              | 3.50 m                                    | 3.66 m                                | 3.74 m                                              |
| 全高     | 2.30 m                           | 2.40 m                                              | 3.30 m                                    | 2.37 m                                | 3.03 m                                              |
| 重量     | 約44 t                           | 約55 t                                              | 約55 t                                    | 約63.28 t                             | 約67 t                                              |
| 主砲     | 44口径120mm滑腔砲                | 55口径120mm滑腔砲                                   | 56口径125mm滑腔砲                         | 44口径120mm滑腔砲                     | 55口径120mm滑腔砲                                   |
| 副武装   | 12.7mm重機関銃×1 7.62mm機関銃×1  | 12.7mm重機関銃×1 7.62mm機銃×1                       | 12.7mm重機関銃×1 7.62mm機関銃×1           | 12.7mm重機関銃×1 7.62mm機関銃×1 RWS×1 | 7.62mm機関銃×2                                      |
| 装甲     | 複合+増加 （外装式モジュール）   | 複合+爆発反応 （モジュール式）                      | 複合+爆発反応+ケージ （外装式モジュール） | 複合+増加                             | 複合+増加                                           |
| エンジン | 水冷4サイクル V型8気筒ディーゼル | 液冷4サイクルV型12気筒 ターボチャージド・ディーゼル | 空冷ディーゼル                            | ガスタービン                          | 液冷4サイクルV型12気筒 ターボチャージド・ディーゼル |
| 最大出力 | 1,200 ps/2,300 rpm               | 1,500 hp/2,700 rpm                                  | 1,500 hp/2,000 rpm                        | 1,500 hp/3,000 rpm                    | 1,500 ps/2,600 rpm                                  |
| 最高速度 | 70 km/h                          | 70 km/h                                             | 80–90 km/h                                | 67.6 km/h                             | 68 km/h                                             |
| 乗員数   | 3名                              | 3名                                                 | 3名                                       | 4名                                   | 4名                                                 |
| 装填方式 | 自動                             | 自動                                                | 自動                                      | 手動                                  | 手動                                                |
| C4I      | ReCS・10NW                       | B2CS                                                | YeSU TZ                                   | FBCB2                                 | IFIS                                                |

## 運用
2023年、ロシアのウクライナ侵攻にて作戦地域の戦闘に参加し、砲撃を行ったことがRIAノーボスチによって報じられた。Telegram上でもT-14が戦闘に参加し、ウクライナ陣地への遠距離砲撃を行う映像やT-14が前線に到着した際のものと見られる映像が投稿されている。

## 輸出

### エジプト
デニス・マントゥロフロシア産業貿易大臣は2015年5月26日のカイロ訪問において、通信社「ロシアの今日」に対してT-14をエジプトに輸出する準備ができていると話している。また、T-14の製造元であるウラルヴァゴンザヴォート社はロシアの軍事装備や武器博覧会にエジプトからの代表団を招待した。

### その他の国々
ロシア大統領補佐官ウラジーミル・コージンは2015年の戦勝パレードに出席した中国やインド、ベトナム、アルジェリアといったロシアの友好国や第三世界の国々はT-14などのロシア製軍事装備に興味を示した、と語った。

## 登場作品
『バトルフィールド2042』ロシア軍の主力戦車として「T28」の名称で登場。